# Oostenrijk op de Olympische Winterspelen 1984
Tijdens de Olympische Winterspelen van 1984, die in Sarajevo (Joegoslavië) werden gehouden, nam Oostenrijk voor de veertiende keer deel.

## Medailleoverzicht
| Sport       | Olympiër      | Discipline   | Medaille |
| ----------- | ------------- | ------------ | -------- |
| Alpineskiën | Anton Steiner | afdaling (m) | Brons    |

## Deelnemers en resultaten

### Alpineskiën
| Olympiër           | Discipline       | Resultaat | Prestatie                       |
| ------------------ | ---------------- | --------- | ------------------------------- |
| Hans Enn           | reuzenslalom (m) | dnf-1     | opgave run 1                    |
| Hans Enn           | slalom (m)       | dnf-2     | opgave run 2                    |
| Franz Gruber       | reuzenslalom (m) | 4e        | 2.42,08 (+0,90) 1.21,03+1.21,05 |
| Franz Gruber       | slalom (m)       | dq-1      | diskwalificatie run 1           |
| Helmut Höflehner   | afdaling (m)     | 5e        | 1.46,32 (+0,73)                 |
| Franz Klammer      | afdaling (m)     | 10e       | 1.47,04 (+1,45)                 |
| Erwin Resch        | afdaling (m)     | 11e       | 1.47,06 (+1,47)                 |
| Anton Steiner      | afdaling (m)     | Brons     | 1.45,95 (+0,36)                 |
| Anton Steiner      | reuzenslalom (m) | dnf-1     | opgave run 1                    |
| Anton Steiner      | slalom (m)       | dq-1      | diskwalificatie run 1           |
| Hubert Strolz      | reuzenslalom (m) | 6e        | 2.42,71 (+1,53) 1.21,47+1.21,24 |
| Hubert Strolz      | slalom (m)       | dnf-1     | opgave run 1                    |
|                    |                  |           |                                 |
| Sylvia Eder        | afdaling (v)     | 13e       | 1.14,97 (+1,61)                 |
| Sylvia Eder        | reuzenslalom (v) | 34e       | 2.29,03 (+8,05) 1.13,00+1.16,03 |
| Elisabeth Kirchler | afdaling (v)     | 9e        | 1.14,55 (+1,19)                 |
| Elisabeth Kirchler | reuzenslalom (v) | dnf-1     | opgave run 1                    |
| Anni Kronbichler   | reuzenslalom (v) | 14e       | 2.24,17 (+3,19) 1.11,40+1.12,77 |
| Anni Kronbichler   | slalom (v)       | 8e        | 1.38,05 (+1,58) 48,84+49,21     |
| Lea Sölkner        | afdaling (v)     | 8e        | 1.14,39 (+1,03)                 |
| Lea Sölkner        | slalom (v)       | dnf-1     | opgave run 1                    |
| Veronika Wallinger | afdaling (v)     | 10e       | 1.14,76 (+1,40)                 |
| Veronika Wallinger | slalom (v)       | dnf-1     | opgave run 1                    |
| Roswitha Steiner   | reuzenslalom (v) | 27e       | 2.26,56 (+5,58) 1.12,09+1.14,47 |
| Roswitha Steiner   | slalom (v)       | 4e        | 1.37,84 (+1,37) 49,22+48,62     |

### Biatlon
| Olympiër                                          | Discipline             | Resultaat | Prestatie                                                                                       |
| ------------------------------------------------- | ---------------------- | --------- | ----------------------------------------------------------------------------------------------- |
| Alfred Eder                                       | 10 km (m)              | 22e       | 33.17,9 (+2.24,1) pen.: 2 (0 / 2)                                                               |
| Alfred Eder                                       | 20 km (m)              | 34e       | 1:22.52,6 (+10.59,9) pen.: 6 (1 / 2 / 1 / 2)                                                    |
| Walter Hörl                                       | 10 km (m)              | 39e       | 35.02,6 (+4.08,8) pen.: 5 (2 / 3)                                                               |
| Rudolf Horn                                       | 10 km (m)              | 36e       | 34.46,0 (+3.52,2) pen.: 4 (3 / 1)                                                               |
| Rudolf Horn                                       | 20 km (m)              | 36e       | 1:23.10,8 (+11.18,1) pen.: 8 (1 / 2 / 3 / 2)                                                    |
| Franz Schuler                                     | 20 km (m)              | 30e       | 1:21.23,0 (+9.30,3) pen.: 5 (0 / 1 / 2 / 2)                                                     |
| Rudolf Horn Walter Hörl Franz Schuler Alfred Eder | 4x7,5 km estafette (m) | 8e        | 1:43.28,10 (+4.36,4) pen.: 1-11 (0-2 / 1-3 / 0-4 / 0-2) (26.17,2 / 25.48,6 / 26.18,7 / 25.03,6) |

### Bobsleeën
| Olympiër                                                          | Discipline                  | Resultaat | Prestatie                                       |
| ----------------------------------------------------------------- | --------------------------- | --------- | ----------------------------------------------- |
| Walter Delle Karth Hans Lindner                                   | 2-mansbob (m) Oostenrijk I  | 12e       | 3.30,59 (+5,03) (52,61 / 53,01 / 52,33 / 52,64) |
| Peter Kienast Christian Mark                                      | 2-mansbob (m) Oostenrijk II | 13e       | 3.30,65 (+5,09) (52,79 / 52,97 / 52,42 / 52,47) |
| Walter Delle Karth Günter Krispel Ferdinand Grössing Hans Lindner | 4-mansbob (m) Oostenrijk I  | 10e       | 3.24,21 (+3,99) (50,60 / 51,14 / 51,19 / 51,28) |
| Peter Kienast Franz Siegl Gerhard Redl Christian Mark             | 4-mansbob (m) Oostenrijk II | 11e       | 3.24,63 (+4,41) (50,83 / 51,27 / 51,29 / 51,24) |

### Langlaufen
| Olympiër                                                     | Discipline            | Resultaat | Prestatie                                                   |
| ------------------------------------------------------------ | --------------------- | --------- | ----------------------------------------------------------- |
| Franz Gattermann                                             | 30 km (m)             | 31e       | 1:36.03,9 (+7.07,6)                                         |
| Franz Gattermann                                             | 50 km (m)             | 29e       | 2:26.40,8 (+10.45,0)                                        |
| Andreas Gumpold                                              | 15 km (m)             | 53e       | 46.34,5 (+5.08,9)                                           |
| Peter Juric                                                  | 30 km (m)             | 35e       | 1:37.06,6 (+8.10,3)                                         |
| Peter Juric                                                  | 50 km (m)             | 33e       | 2:28.38,8 (+12.43,0)                                        |
| Alois Stadlober                                              | 15 km (m)             | 25e       | 43.51,6 (+2.26,0)                                           |
| Alois Stadlober                                              | 50 km (m)             | 24e       | 2:25.26,3 (+9.30,5)                                         |
| Andreas Gumpold Franz Gattermann Peter Juric Alois Stadlober | 4x10 km estafette (m) | 11e       | 2:04.39,0 (+9.32,7) (32.59,1 / 30.59,7 / 30.35,6 / 30.04,6) |

### Noordse combinatie
| Olympiër           | Discipline | Resultaat | Prestatie                                                                                            |
| ------------------ | ---------- | --------- | --- |
| Klaus Sulzenbacher | mannen     | 9e        | 394,570 punten schans: 204,0 p 94,0 (78,5 m)+88,3 (77,5 m)+110,0 (90,0 m) 15 km: 190,570 p (49.48,2) |

### Rodelen
| Olympiër                           | Discipline | Resultaat | Prestatie                                             |
| ---------------------------------- | ---------- | --------- | ----------------------------------------------------- |
| Markus Prock                       | mannen     | 8e        | 3.05,839 (+1,581) (46,458 / 46,571 / 46,345 / 46,465) |
| Gerhard Sandbichler                | mannen     | 10e       | 3.06,453 (+2,195) (46,601 / 46,613 / 46,542 / 46,697) |
| Georg Fluckinger                   | mannen     | 15e       | 3.07,989 (+3,731) (47,552 / 47,000 / 46,989 / 46,448) |
| Annefried Göllner                  | vrouwen    | 7e        | 2.49,373 (+2,803) (42,437 / 42,643 / 42,219 / 42,074) |
| Georg Fluckinger Franz Wilhelmer   | dubbel     | 4e        | 1.23,902 (+0,282) (42,013 / 41,889)                   |
| Günther Lemmerer Franz Lechleitner | dubbel     | 5e        | 1.24,133 (+0,513) (42,188 / 41,945)                   |

### Schaatsen
| Olympiër           | Discipline   | Resultaat | Prestatie         |
| ------------------ | ------------ | --------- | ----------------- |
| Christian Eminger  | 1000 m (m)   | 33e       | 1.20,98 (+5,18)   |
| Christian Eminger  | 1500 m (m)   | 28e       | 2.03,18 (+4,82)   |
| Michael Hadschieff | 500 m (m)    | 32e       | 40,52 (+2,33)     |
| Michael Hadschieff | 1000 m (m)   | 22e       | 1.19,05 (+3,25)   |
| Michael Hadschieff | 1500 m (m)   | 20e       | 2.02,06 (+3,70)   |
| Michael Hadschieff | 5000 m (m)   | 13e       | 7.25,07 (+12,79)  |
| Michael Hadschieff | 10.000 m (m) | 5e        | 14.53,78 (+13,88) |
| Werner Jäger       | 1500 m (m)   | 15e       | 2.01,03 (+2,67)   |
| Werner Jäger       | 5000 m (m)   | 8e        | 7.18,61 (+6,33)   |
| Werner Jäger       | 10.000 m (m) | 12e       | 15.07,59 (+27,69) |
| Heinz Steinberger  | 5000 m (m)   | 20e       | 7.32,72 (+20,44)  |
| Heinz Steinberger  | 10.000 m (m) | 19e       | 15.18,19 (+38,29) |

### Schansspringen
| Olympiër        | Discipline         | Resultaat | Prestatie                                          |
| --------------- | ------------------ | --------- | -------------------------------------------------- |
| Andreas Felder  | normale schans (m) | 6e        | 205,6 punten 99,9 p. (84,0 m) + 105,7 p. (87,0 m)  |
| Andreas Felder  | grote schans (m)   | 28e       | 170,3 punten 80,8 p. (94,0 m) + 89,5 p. (99,5 m)   |
| Armin Kogler    | normale schans (m) | 52e       | 153,1 punten 74,7 p. (72,0 m) + 78,4 p. (74,0 m)   |
| Armin Kogler    | grote schans (m)   | 6e        | 195,6 punten 103,1 p. (106,0 m) + 92,5 p. (99,5 m) |
| Manfred Steiner | grote schans (m)   | 41e       | 149,4 punten 85,6 p. (96,0 m) + 63,8 p. (84,0 m)   |
| Ernst Vettori   | normale schans (m) | 36e       | 173,2 punten 97,2 p. (84,5 m) + 76,0 p. (72,5 m)   |
| Hans Wallner    | normale schans (m) | 24e       | 186,7 punten 97,8 p. (83,0 m) + 88,9 p. (79,0 m)   |
| Hans Wallner    | grote schans (m)   | 24e       | 173,5 punten 80,3 p. (94,0 m) + 93,2 p. (100,0 m)  |

### IJshockey
| Olympiër | Discipline | Resultaat | Prestatie |
| --- | ---------- | --------- | --- |
| Helmut Koren Herbert Pöck Bernard Hutz Ed Lebler Fritz Ganster Giuseppe Mion Helmut Petrik Johann Fritz Kelly Greenbank Konrad Dorn Kuno Sekulic Kurt Haranda Leopold Sivec Martin Platzer Michael Rudman Peter Raffl Rick Cunningham Rudolf König Thomas Cijan | mannen     | 10e       | Voorronde groep B: 3- 4 Oostenrijk - Finland 1- 8 Oostenrijk - Canada 0-13 Oostenrijk - Tsjecho-Slowakije 3- 7 Oostenrijk - Verenigde Staten 6- 5 Oostenrijk - Noorwegen |

Andorra · Argentinië · Australië · België · Bolivia · Bondsrepubliek Duitsland · Britse Maagdeneilanden · Bulgarije · Canada · Chili · China · Chinees Taipei · Costa Rica · Cyprus · Duitse Democratische Republiek · Egypte · Finland · Frankrijk · Griekenland · Groot-Brittannië · Hongarije · IJsland · Italië · Japan · Joegoslavië · Libanon · Liechtenstein · Marokko · Mexico · Monaco · Mongolië · Nederland · Nieuw-Zeeland · Noord-Korea · Noorwegen · Oostenrijk · Polen · Puerto Rico · Roemenië · San Marino · Senegal · Sovjet-Unie · Spanje · Tsjecho-Slowakije · Turkije · Verenigde Staten · Zuid-Korea · Zweden · Zwitserland